# Смирнов, Владимир Иванович (комиссар государственной безопасности)
Влади́мир Ива́нович Смирно́в (1895—1972) — начальник отдела контрразведки «Смерш», генерал-майор (1945).

## Биография
Родился в семье портного. В 1908 окончил Ярославское городское училище. В 1910 — Ярославское реальное училище. С октября 1910 по июль 1911 конторский ученик в конторе Крохоняткиной в Ярославле. С августа 1911 по август 1912 письмоводитель канцелярии воинского присутствия там же. С сентября 1912 по февраль 1915 учился в губернской фельдшерской школе.
С марта 1915 по март 1917 фельдшер, писарь, делопроизводитель штаба 254 пехотного полка 66 дивизии 4 корпуса Кавказского фронта. С марта 1917 по февраль 1918 делопроизводитель демобилизационной комиссии Северного фронта. В феврале 1918 вступил в РСДРП(б). С февраля по декабря 1918 секретарь демобилизационной комиссии Ярославского губернского военкомата. С января 1919 по июль 1920 военный комиссар главного полевого казначейства Южного фронта. В апреле 1920 исключён из РКП(б) за то, что в 1919 году, участвуя в «ликвидации бело-зелёных банд» под Балашовым, допустил «перегибы». Снова вступил в ВКП(б) в апреле 1928 года.
В августе — октябре 1920 помощник начальника поезда комиссии ВЦИК на Южном фронте. С ноября 1920 по март 1922 командир отряда и заведующий хозяйством 157, 158, 159 батальонов 6 и 18 стрелковых дивизий войск Внутренней службы. Служил в Ярославле, Урене, Ветлуге, Галиче.
До 1944 являлся заместителем начальника отдела кадров НКВД СССР. Бывший 6-й отдел УОО НКВД СССР после реорганизации советских спецслужб остался в составе НКВД СССР и был преобразован в Отдел контрразведки «Смерш» НКВД СССР для агентурно-оперативного обслуживания пограничных и внутренних войск, милиции и других вооруженных формирований народного комиссариата, с прямым подчинением народному комиссару Л. П. Берии. В мае 1944 года начальником ОКР «Смерш» стал бывший заместитель начальника отдела кадров НКВД СССР В. И. Смирнов. Лично участвовал в акции по зачистке тыла 1-го Белорусского фронта в последние дни Великой Отечественной войны. Расследовал случаи нарушений законности командным составом войск НКВД. Так, из опубликованных в последнее время документов известно о фактах незаконных расстрелов как пленных немцев, так и советских граждан, например, пяти местных жителей белорусского села Бересцяны в августе 1944. После расследования ОКР «Смерш», материалы которого В. И. Смирнов направил командованию внутренних войск НКВД, были осуждены к 10 годам заключения заместитель командира роты 277-го стрелкового полка 9-й стрелковой дивизии лейтенант Буйницкий, ещё два офицера и старшина. В 1945 было арестовано 62 человек, в том числе 1 в 105-м полку внутренних войск в Берлине как агент американских спецслужб. Аналогичные расследования проходили в пограничных и конвойных войсках, где с законностью и дисциплиной было особенно плохо. Так, смершевцы установили факты убийства сотрудника милиции в 73-й дивизии конвойных войск и освобождения за деньги пленных польских офицеров в 37-й дивизии.

### Звания
- комиссар государственной безопасности, 14.12.1943;
- генерал-майор, 09.07.1945.

### Награды
- ордена;
- медали.